# Ernst Danielson

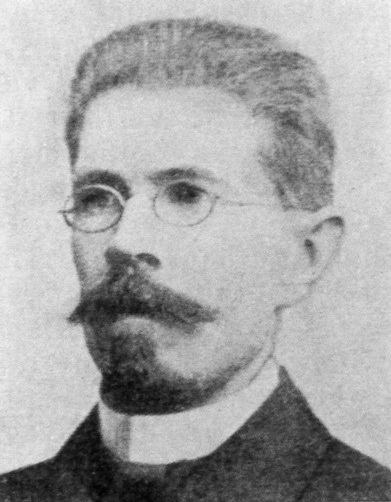
Ernst Danielson

Ernst Danielson (* 19. Januar 1866 in Voxna, Gävleborgs län; † 15. August 1907 in Stöpsjöhyttan, Värmland) war ein schwedischer Starkstrom-Ingenieur und einer der Pioniere der schwedischen Elektrotechnik.

## Leben

### Ausbildung und Studienreisen

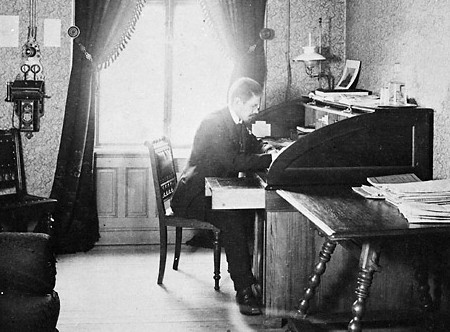
Ernst Danielson um 1900

Ernst Danielson legte 1887 sein Examen an der Königlich Technischen Hochschule in Stockholm ab und begann als Ingenieur bei der Elektriska aktiebolaget. Im Jahr 1890 verließ Danielson Stockholm um eine längere Studienreise in den USA zu unternehmen, dabei kam er zur Thomson-Houston Electric Company in Lynn, Massachusetts, wo er mit Henry G. Reist (1862–1942), und W. J. Foster zusammenarbeitete und im Dezember 1891 die ersten Entwürfe für Dreiphasenwechselstrom-Maschinen fertigte.
Im Frühjahr 1892 kehrte er nach Schweden zurück und wurde als Konstrukteur bei Allmänna Svenska Elektriska Aktiebolaget (ASEA) in Västerås angestellt.

### Die Erfindung des Dreiphasenwechselstroms
In den Jahren um 1890 präsentierten mehrere Erfinder gleichzeitig eine technische Lösung für den Dreiphasenwechselstrom und dessen praktischer Anwendung. Es handelte sich hierbei unter anderen um den aus Russland stammenden Michael von Dolivo-Dobrowolski in Deutschland, Charles Brown in der Schweiz und Jonas Wenström in Schweden.
Die erste Drehstromübertragung Lauffen–Frankfurt mit hochgespanntem Dreiphasenwechselstrom fand im Rahmen der Internationale Elektrotechnische Ausstellung 1891 in Deutschland zwischen Lauffen am Neckar und Frankfurt am Main statt.

### Die Hällsjön-Grängesberg-Anlage
Zwei Jahre nach dem Versuch in Deutschland wurde in Schweden die weltweit erste kommerzielle Anwendung durchgeführt, und zwar zwischen dem abgelegenen Dorf Hällsjön und dem Grubenort Grängesberg in Bergslagen/Dalarna. Es handelte sich hierbei um eine Strecke von 12 km mit einer Spannung von 9.500 Volt und einer Kraftüberführung von nahezu 220 kW. Die Anlage sollte das Bergbaugebiet in Grängesberg mit elektrischem Strom für Beleuchtung und Motoren versehen, die von der Wasserkraft des Sees Vasselsjön bei Hällsjön erzeugt wurde. Das war eine bis dahin unerprobte Methode, denn bislang hatte man mechanische Kraftüberführungssysteme verwendet (siehe: Kunstgestänge). Danielson war maßgeblich als Planer und Konstrukteur der Anlage beteiligt.
Reist und Foster entwarfen dann das erste Dreiphasensystem der USA in Mill Creek, Kalifornien für die Redlands Electric Light and Power Company. Die Anlage am Hällsjön in Schweden wurde noch mehrfach umgebaut, aber schon 1912 abgerissen, da sie der steigenden Nachfrage an elektrischer Kraft nicht mehr gerecht werden konnte.
Wennström starb kurz nach der Eröffnung der Anlage in Hällsjön/Grängesberg im Alter von 38 Jahren und Danielson, der inzwischen Chefkonstrukteur bei ASEA geworden war, führte Wennströms angefangene Arbeiten weiter. Im Jahr 1900 wurde Danielson technischer Direktor bei ASEA.

### Bilder der Hällsjön-Grängesberg-Anlage

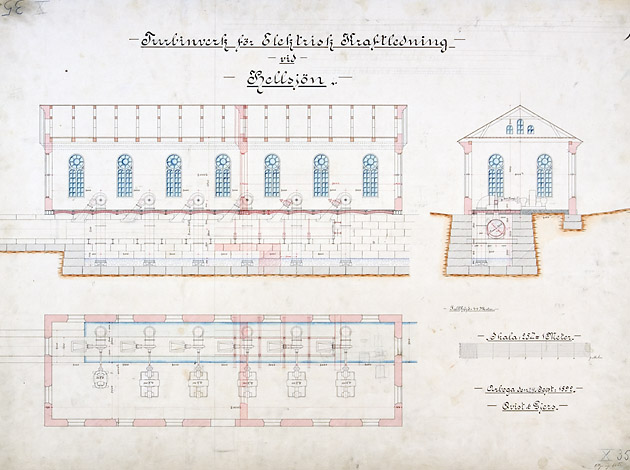
Zeichnung von Qvist & Gjers 1892
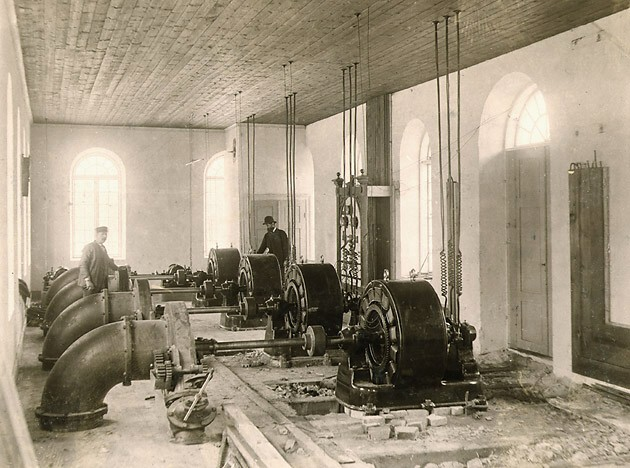
Hällsjö Kraftwerk im Bau 1893
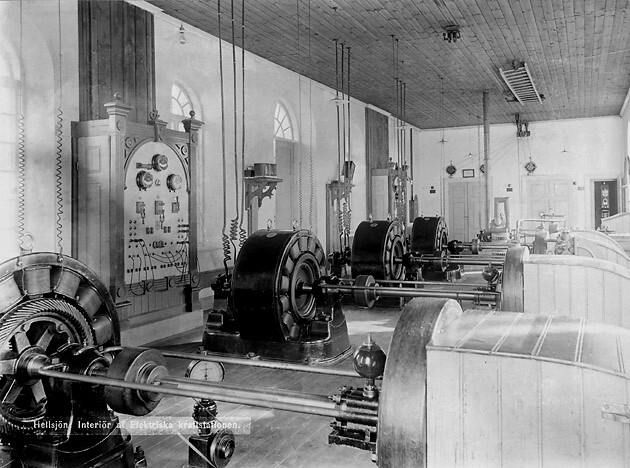
Hällsjö Kraftwerk nach der Einweihung 1895
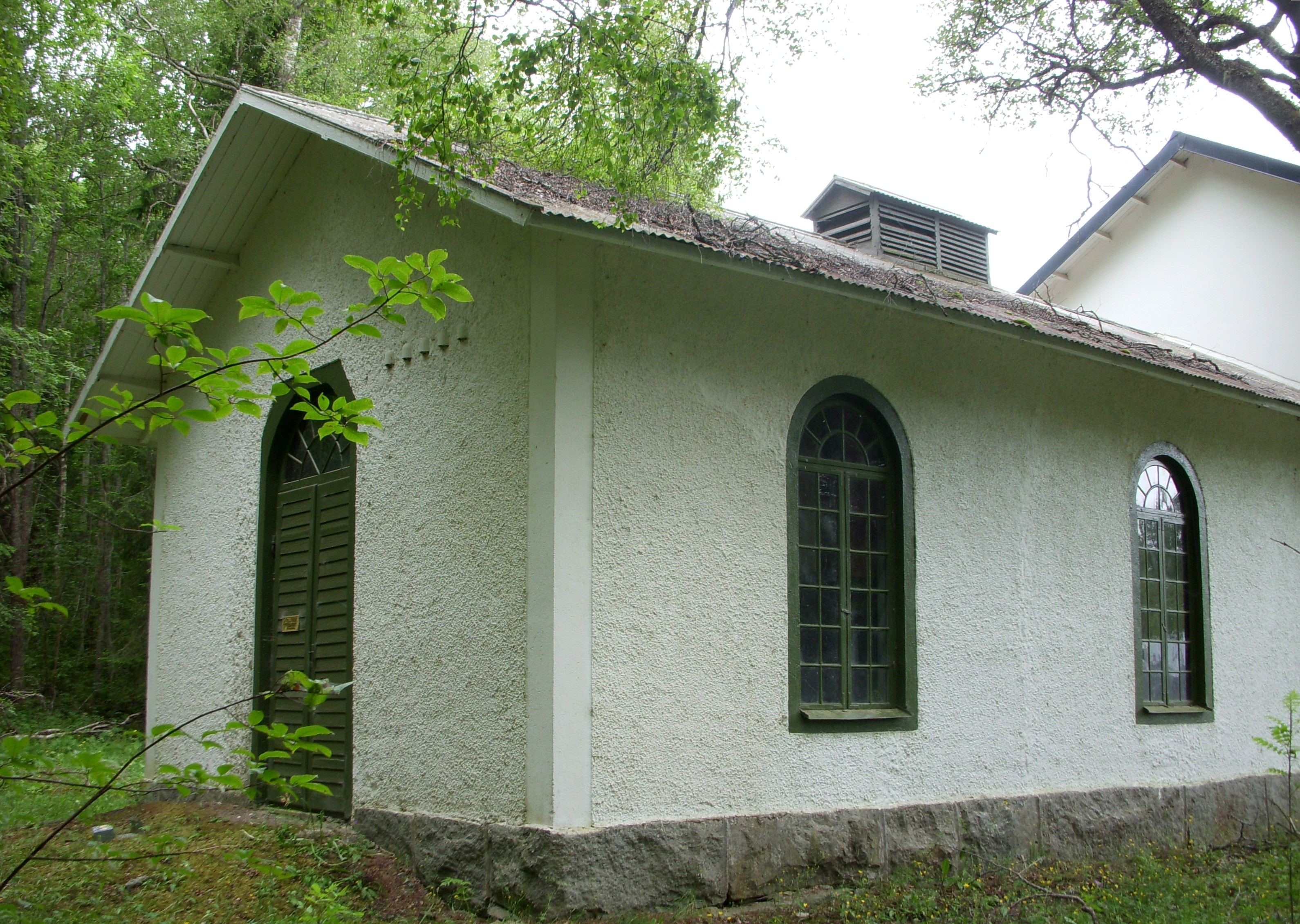
Teil des ursprünglichen Gebäudes 2009

### Weiteres Leben und Wirken
Danielson erfand 1902 den Synchronmotor. Zusammen mit Louis Bell von General Electric versuchte er einen Motor zu entwickeln, der nicht die Patente von Westinghouse verletzt. Für den elektrischen Synchronmotor, der von Vorteil ist, wenn es auf konstante Drehzahlen ankommt, veränderte Danielson den 1887 von dem US-Amerikaner Nikola Tesla erfundenen Induktionsmotor dadurch, dass er dessen nichtmagnetischen Anker durch einen Dauer- bzw. durch einen Elektromagneten ersetzte.
Danielson verfasste auch zahlreiche wissenschaftliche Aufsätze für in- und ausländische technische Fachzeitschriften. Im Jahr 1906 wurde er Mitglied der Königlich Schwedischen Akademie der Wissenschaften.